# Denderai zodiákus
A denderai zodiákus az egyiptomi Dendera városában, a Hathor istennő tiszteletére emelt denderai templom mennyezetén található kör alakú világhírű dombormű. Az eredeti a párizsi Louvre-ban látható, melyet Bonaparte Napóleon vitetett oda, míg a denderai templomban annak hű másolata látható.
Egyes értelmezések szerint a Bika és a Mérleg csillagképeket ábrázolja, míg más értelmezések szerint mind a tizenkét állatövi jegy megtalálható rajta az akkor ismert hét bolygóval együtt. A legendák szerint a kataklizma előtti Aranykor égitesteinek állását (égboltot) mutatta a Hold járásának és a dekánoknak megfelelően, mielőtt a Föld tengelye elferdült.
A lemez, melyet John H. Rogers „az ókori ég egyetlen teljes térképének” nevezett, korábbi feltételezések szerint a későbbi csillagászati rendszerek alapja volt.

## Leírás
Az églemez középpontja a Sarkcsillaghoz van közel, a Kis Medve csillagképet sakálként ábrázolja.